# Adiscus osawai
Adiscus osawai es un coleóptero de la familia Chrysomelidae.
Fue descrita científicamente por primera vez en 1987 por Kimoto.